# エンジン (ジンのアルバム)
『エンジン』は、日本のロックバンド、ジンの2ndミニ・アルバム。

## 概要
前作『クオリア』以来2年5ヶ月のアルバム。活動の場をインディーズに戻して以降最初のアルバムである。
リードトラックの「100万回好きだと言って」が着うたフルで先行配信された。

## 収録曲
1. 100万回好きだと言って
2. ガンマ
3. 独走歌
4. パラレルワールド
5. ドライフラワー
6. OPTIMIST